# 常天庆
常天庆（1963年—），河南郑州人，汉族，中华人民共和国政治人物、第十二届全国人民代表大会解放军代表。
毕业于清华大学控制理论与控制工程专业。加入中国共产党。2013年，担任全国人大代表。